# Арабско завоюване на Сирия
Мюсюлманско-арабското завоюване на Леванта се осъществява през първата половина на 7 век и се отнася до региона на днешни Палестина, Сирия, Йордания, Ливан, Израел и Турски Кюрдистан.
Арабските мюсюлмански сили се появяват по южните граници на Леванта още преди смъртта на ислямския пророк Мохамед през 632 г. в битката при Мута през 629 г., но истинското нашествие започва през 634 г. при праведните халифи Абу Бакр и Умар, с Халид ибн ал-Уалид като техен военен предводител. 
Територията на Леванта е под римска власт в продължение на седем века преди арабското ѝ мюсюлманско завоевание. Предходно е завладяна от европейска сила още от времето на Александър Велики и е държана под властта на най-видните диадохи – Селевкидите.
Сасанидите на няколко пъти по време на 3-ти, 6-и и 7 век я правят обект на набези в лицето на сасанидските арабски съюзници – Лахмидите.
По време на римо-византийския период, и особено след превземане на Ерусалим през 70 г., целият юдейски регион (Юдея, Самария и Галилея) е преименуван на Палестина, разделен на диоцези I и II. Византийците преименуват тази територия, включително Негев, Синай, и западното крайбрежие на Арабския полуостров в Palaestina Salutoris, понякога наричана Palaestina III. Част от този район е управляван от съседната арабска васална държава на Хасанидите. През последните римско-персийски войни започнали през 603 г., персите по Хозрой II успяват да превземат териториите на Сирия, Палестина и Египет за повече от десетилетие, преди да бъдат принудени от победите на Ираклий да сключат мир през 628 г. Така в навечерието на мюсюлманските завоевания на Велика Сирия, римляните или по-точно византийците са все още в процес на възстановяване на своята власт в тези територии, които в някои части са били загубени за тях в продължение на почти двадесет години.
Политически, сирийският римо-византийски регион се е състоял от две провинции:
1. Същинска Сирия като правило се е простирала от Антиохия и Халеб на север до най-северната точка на Мъртво море с античния Декаполис.
2. На запад и на юг от Мъртво море се е простирала провинция Палестина, която е включвала Светите земи и места на трите религии на Авраам. По принцип още от римско време територията на Палестина е била под властта на сирийския римски управител.

Сирия е обхващала отчасти и арабските земи, особено в източните и южните си части. Арабите са били там още в предримската епоха и са прегърнали християнството прогласено за официална религия от Константин Велики още през 4 век. Арабите обитавали антична Сирия са незначим фактор до голямата миграционна хасанидска вълна заляла от Йемен и Сирия, които след това установяват полуавтономна своя държава начело с цар при римляните.
Хасанидите са царе и над арабите в Йордания и Южна Сирия със столица Босра. Последният от хасанидските царе управлявал до времето на арабската мюсюлманска инвазия е Ябла бин Ал Айам. Император Ираклий след повторното завоюване на Сирия от Сасанидите установява нов защитен лимес от Хасанидите до южния край на Мъртво море. Тази далечна линия на отбраната е предназначена само за защита на комуникациите от банди, като основната и по-голямата част от византийската защитна линия е съсредоточена в Северна Сирия, пред традиционните врагове – сасанидските перси. Тази далечна или дълбока линия на отбрана има този недостатък, че предоставя възможност на арабите-мюсюлмани излизайки от арабската пустиня на юг да достигнат сравнително безметежно и лесно далеч на север без да се срещнат с редовни византийски войски освен с бандите. Тъй като 7 век е време на военни и административни промени във Византийската империя, и предвид военното изтощение на империята в последната война със Сасанидска Персия, войската ѝ е в колапс и тя не може да посрещне адекватно новото предизвикателство от Арабия, и да му се противопостави ефективно, от което и идва след битката при Ярмук и до логичното арабско завоюване на римо-византийска Сирия.